# Camarones al mojo de ajo

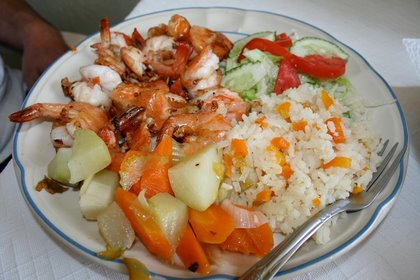
Camarones al mojo de ajo acompañados de arroz blanco con granos de elote y ensalada.

Los camarones al mojo de ajo es un platillo mexicano, especialmente costero. Consiste en camarones dorados y bañados en ajo y limón con salsa al gusto, son acompañados por gran variedad de alimentos como arroz blanco con granos de elote, frijoles, ensalada entre otros y con una bebida. 
Los camarones son una receta muy peculiar en las costas mexicanas, debido a que es más fácil ahí conseguir camarones, tales como Acapulco, Cancún, Mazatlán, Guaymas y muchas más.
- Datos: Q5741731